# Ledøje-Smørum Fodbold

Ledøje-Smørum Fodbold (LSF) er en dansk fodboldforening hjemmehørende i Smørum i Egedal Kommune på Sjælland. De spiller til dagligt i Danmarksserien.
Klubben har sin egen bestyrelse men er samtidig en underafdeling af Ledøje-Smørum Idrætsforening, som blev dannet i 1963 under navnet Ledøje-Smørum Skytte- og Idrætsforening (LSSI) ved en sammenslutning af to lokale skyttekredse og Ledøje-Smørum Boldklub. Denne blev dannet i 1955 ved en sammenslutning af den daværende Ledøje-Smørum Idrætsforening og Smørum Boldklub, som blev stiftet i 1911. 
LSF spiller sine hjemmekampe på Sydbank Arena i Smørum, hvor der er en kapacitet på 1000 tilskuere.

Æresmedlemmere:
Peter Wagner
Ole "Barca" Hansen
René Jørgensen
Niels Allermann
Søren Audon

Flest kampe: 
Henrik Andresen 319 kampe

Flest kampe - stadig aktiv:
Jacob Lind 258 kampe